# Ridvan
Ridvan er et tyrkisk drengenavn, der betyder paradisvagt på dansk.
Ridván er årets største weekend for de bahá'í-troende.
| Fornavne | Spire Denne artikel om et fornavn er en spire som bør udbygges. Du er velkommen til at hjælpe Wikipedia ved at udvide den. |